# Woldemar Kernig
Woldemar Friedrich Michael Kernig, Władimir Michajłowicz Kernig (ros. Владимир Михайлович Керниг, ur. 16 czerwca?/28 czerwca 1840 w Lipawie, zm. 18 kwietnia 1917 w Sankt Petersburgu) – niemiecko-rosyjski lekarz, internista i neurolog, rzeczywisty radca stanu, prezes Stowarzyszenia Niemieckich Lekarzy w St. Petersburgu (Verein St. Petersburger Ärzte). Dokonał wielu istotnych odkryć w dziedzinie semiologii, na jego cześć nazwano opisany przez niego objaw Kerniga.

## Życiorys
Woldemar Kernig urodził się w Lipawie w rodzinie bałtyckich Niemców, jako syn rzemieślnika. Studiował na Uniwersytecie w Dorpacie, gdzie jego nauczycielem był Adolph Wachsmuth. W 1864 roku otrzymał tytuł doktora medycyny. Następnie został asystentem wolontariuszem w Szpitalu Obuchowa w Sankt Petersburgu. W 1865 roku został ordynatorem. Od 1873 do 1890 roku był lekarzem w szkole dla głuchoniemych w St. Petersburgu.
Był wyznania ewangelickiego. Żonaty z Ernestine Luise Doenicke (1846–1932). Zmarł w 1917 roku, pochowany jest na Cmentarzu Smoleńskim.
W 1910 roku ukazał się poświęcony mu numer czasopisma „St. Petersburger medizinische Wochenschrift”. W 1951 roku wydano w języku rosyjskim dzieła zebrane Kerniga.

## Dorobek naukowy
Opisał objaw występujący w zapaleniu opon mózgowo rdzeniowych, nazywany do dziś objawem Kerniga. Jako jeden z pierwszych opisał i nazwał pozawałowe zapalenie nasierdzia (pericarditis epistenocardiaca).

## Wybrane prace
- Experimentelle Beiträge zur Kenntniss der Wärmeregulirung beim Menschen. Inaug. Diss. Dorpat, 1864
- Über Milzabscesse nach Febris recurrens. St. Petersburger medicinische Zeitschrift 12 (1867)
- Erfolglose Transfusion in zwei Fällen von Choleratyphoid, 1872
- Zwei Fälle von diabetischem Coma, 1877
- Über subfebrile Zustände von erheblicher Dauer. Deutsches Archiv für klinische Medicin 24 (1879)
- Über ein Krankheitssymptom der acuten Meningitis. St. Petersburger medicinische Wochenschrift 7 (1882)
- Ein Fall von Pyopneumothorax nach vollständiger Abtrennung eines Lungenstückes durch demarkirende Eiterung. St. Petersburger medicinische Wochenschrift 8, ss. 313-316 (1883)
- Vorläufiger Bericht über die in der Frauenabteilung des Obuchow-Hospitals nach Koch’scher Methode behandelten Schwindsüchtigen. Deutsches Archiv für klinische Medicin 16 (1891)
- Kurzer vorläufiger Bericht über die in der Frauen-Abtheilung des Obuchow'schen Hospitals nach Koch'scher Methode behandelten Schwindsüchtigen, 1891
- Ueber subcutane Injectionen des Liquor arsenicalis Fowleri. Ztschr. f. klin. Med. 28, ss. 270-296, 1895
- Über subcutane Injectionen an den Lungenspitzen ohne pathologische Veränderungen an denselben. Deutsches Archiv für klinische Medicin 34 (1898)
- Ueber Dämpfungen an den Lungenspitzen ohne pathologische Veränderungen in denselben. Ztschr. f. klin. Med. 34, ss. 322-337, 1898
- Bericht über die mit Tuberculin R im Obuchow-Frauenhospital behandelten Lungenkranken. St. Petersburger medicinische Wochenschrift 23 (1898)
- Ueber objektiv nachweisbare Veränderungen am Herzen, namentlich auch über Pericarditis nach Anfällen von Angina pectoris, 1905
- Ueber einen Fall von Oesophagomalacia. St. Petersb. med. Ztschr. 37, 1912
- Клинические исследования. М.: Государственное Издательство Медицинской Литературы, 1951